# AN/TWQ-1 Avenger
Sustav protuzračne obrane Avenger, označen kao AN/TWQ-1 pod sustavom Joint Electronics Type Designation System, američki je samohodni sustav zemlja-zrak koji pruža mobilnu protuzračnu obrambenu zaštitu za kopnene jedinice od krstarećih projektila  kratkog dometa, bespilotnih letjelica i helikoptera.
Avenger je izvorno razvijen za oružane snage Sjedinjenih Američkih Država i trenutno ga koristi vojska SAD-a. Sustav Avenger koristio je i američki marinski korpus.
U studenom 2022. četiri sustava protuzračne obrane Avenger uključena su u paket vojne pomoći od 400 milijuna dolara za podršku Ukrajini tijekom ruske invazije na Ukrajinu 2022. Namijenjeni su za obranu kritične civilne infrastrukture od smrtonosnih napada krstarećih projektila i Shahed-136 dronova iranske proizvodnje.

## Pregled
Avenger dolazi uglavnom u tri konfiguracije: Basic, Slew-to-Cue i Up-Gun.
Osnovna konfiguracija sastoji se od žiro-stabilizirane kupole protuzračne obrane postavljene na modificirani Humvee. Kupola ima dva lansera raketa Stinger, od kojih svaki može ispaliti do 4 ispali i zaboravi infracrveno / ultraljubičasto navođena projektila u brzom slijedu. Avenger se može povezati sa sustavom zapovjedništva, kontrole, komunikacije i obavještajne zaštite prednjeg područja zračne obrane (FAAD C3I).
Podsustav Slew-to-Cue (STC) omogućuje zapovjedniku ili topniku da odaberu FAAD C3I prijavljenu metu za napad sa zaslona na konzoli za ciljanje razvijenu iz VT Miltopeovog Pony PCU-a. Nakon što je meta odabrana, kupola se može automatski okrenuti izravno prema meti uz ograničenu interakciju topnika.
Up-Gun Avenger razvijen je posebno za 3. oklopnu konjičku pukovniju u Iraku 2005. godine. Modifikacija je osmišljena kako bi Avengeru omogućila obranu postrojbi i imovine uz misiju protuzračne obrane. Desna raketna kapsula je uklonjena, a mitraljez M3P 12,7 mm (.50) cal je premješten na prijašnju poziciju kapsule. To je omogućilo uklanjanje sigurnosnih ograničenja kabine kupole što je omogućilo ispaljivanje topa izravno ispred HMMWV-a.  Osam Avenger jedinica modificirano je za ovu konfiguraciju.

## Tehnički podaci

### Dimenzije
- Duljina – 4,95 m
- Širina – 2,18 m
- Visina – 2,64 m
- Težina – 3,900 kg
- Posada – 2 (osnovna), 3 (STC)
- Brzina na cesti – 89 km/h
- Domet – 443 km
- Motor – Detroit Diesel hlađeni V-8
- Izlazna snaga motora – 135 KS (101 kW)

### Senzori
- Infracrveni prijemnik koji gleda naprijed (FLIR)
- Laserski daljinomjer
- Optički ciljnik

### Oružje
- 4/8 FIM-92 Stinger projektili spremni za ispaljivanje
- Jedna strojnica FN M3P koju je napravio FN Herstal,[7] varijanta Browning AN/M3 razvijena za zrakoplovstvo tijekom Drugog svjetskog rata. To je mitraljez kalibra 12,7 mm (.50) s elektroničkim okidačem koji se može ispaliti i s daljinske upravljačke jedinice (RCU) smještene u vozačkoj kabini i s ručne stanice smještene u kupoli Avengera. Ima brzinu paljbe od 950 do 1100 metaka u minuti.

## Operatori
- Bahrein
- Egipat
- Irak
- Tajvan - Avenger baterije su unaprijeđene integriranjem radara CS/MPQ-90 Bee Eye
- Sjedinjene Američke Države – američka vojska i američki marinski korpus
- Ukrajina - 4 sustava koja će biti isporučena iz inventara SAD-a